# Sa Jae-hyouk
Sa Jae-hyouk (Hongcheon, 29 de janeiro de 1985) é um halterofilista sul-coreano.
No Campeonato Mundial Júnior de 2005, Sa competiu na categoria até 69 kg e conquistou a medalha de ouro, com um total de 324 kg (145 kg no arranque e 179 kg no arremesso), à frente do turco Mete Binay, que levantou 323 kg (150 kg + 173 kg), e do chinês Yao Yuewei, com 316 kg (151 kg + 165 kg).
No Campeonato Mundial de 2007, na categoria adulta, Sa levantou 153 kg no arranque, na categoria até 77 kg, e estava apenas na 13ª posição. No entanto, conseguiu levantar 200 kg no arremesso (ficando em terceiro nesta prova) e finalizou com um total de 353 kg, garantindo a quinta colocação.
Em 2008, nos Jogos Olímpicos de Pequim, Sa levantou 163 kg no arranque, na categoria até 77 kg, ficando atrás do armênio Guevorg Davtian (165 kg) e do chinês Li Hongli (168 kg). No arremesso, Sa conseguiu 203 kg, enquanto Davtian levantou 195 kg e Li obteve 198 kg. Embora Li também tenha totalizado 366 kg, Sa ficou com a medalha de ouro por ser mais leve.
No Campeonato Mundial de 2009, na categoria até 77 kg, venceu a prova do arremesso com 205 kg e finalizou a competição com um total de 365 kg. No entanto, perdeu a terceira posição no total combinado para o chinês Su Dajin (165 kg + 200 kg), pois era 200 g mais pesado que ele. Ficou atrás também do armênio Tigran G. Martirossian (170 kg + 200 kg) e do chinês Lu Xiaojun (174 kg + 204 kg).
Ficou em terceiro no Campeonato Mundial de 2011 (360 kg), na categoria até 77 kg.
Nos Jogos Olímpicos de 2012, sofreu uma grave lesão ao deslocar o cotovelo enquanto tentava levantar 162 kg em sua segunda tentativa no arranque, sendo forçado a abandonar a competição.
Em 2016, a Federação Coreana de Halterofilismo baniu Sa Jae-Hyouk das competições por 10 anos, após acusações de agressão que resultaram na hospitalização de um colega levantador de peso na véspera de Ano Novo.